# Drietomské bradlo
Drietomské bradlo je přírodní památka v katastrálním území obce Drietoma v okrese Trenčín v Trenčínském kraji na Slovensku. Území bylo vyhlášeno v roce 1965 a jeho rozloha je 3,92 hektaru. Předmětem ochrany geologický profil, jediný v Západních Karpatech, se souvislým sledem hornin svrchního triasu ve facii křemenců, pískovců a břidlic.